# شهر الکترونیک
شهر الکترونیک یکی از بزرگترین پارک‌های صنعتی الکترونیکی هندوستان می‌باشد، که در مساحتی بیش از ۳۳۲ هکتار(۱٫۳ کیلومتر مربع)در Agrahara Konappanaو روستاهای Doddathogur گسترش یافته‌است درست خارج از شهر Bangalore هندوستان. که بیشتر از یکصد صنایع شامل صنعت IT نظیر Wipro و Hewlett-Packard و Infosys صنایع HCL و سیستم‌های رایانه‌ای Patni و CGI وSiemens وyokogawa Electric و غیره را در خود جای داده‌است.

## تاریخچه
شهر الکترونیک زایده تخیل رئیس یک شرکت الکترونیکی هندی بود. او آرزوی تبدیل بنگالرو را به دره ابریشمی هند با ایجاد شهر الکترونیک را در سر خود می‌پروراند. البته درگذشت او در سال ۱۹۸۸ میلادی به او اجازه نداد تا تحقق ارزوی خود را بببیند. لیبرال شدن اقتصاد هند توسط نخست وزیر وقت ناراسیمها رائو و وزیر اقتصاد ان زمان به شهر الکترونیک کمک کرد تا به چیزی که اکنون است تبدیل شود.